# Hilary Swank
Hilary Swank, född 30 juli 1974 i Lincoln, Nebraska, är en tvåfaldigt Oscarbelönad amerikansk skådespelare – för bästa kvinnliga huvudroll i Boys Don't Cry (1999) och Million Dollar Baby (2004).

## Biografi
Swank kommer från mycket knappa omständigheter och växte upp på en husvagnscamping, en så kallad trailer park, i Bellingham, Washington. Hon flyttade dit som litet barn från Lincoln, Nebraska. Under sin tid i Bellingham ägnade hon sig åt gymnastik och skolteater. Hennes föräldrar separerade när hon var 15 år och efter det flyttade Swank med sin mamma till Los Angeles för att satsa på att uppfylla Swanks önskan att arbeta som skådespelare.
Till en början fick Swank enstaka roller för TV, men även en roll i  Karate Kid (1994) där hennes tidigare erfarenhet av gymnastik kom till användning. Efter detta väntade rollen som Carly Reynolds i TV-serien Beverly Hills, dock fick Swank sparken innan kontraktet löpt ut år 1998.
Hennes stora genombrott kom sedan genom nästföljande roll, den som transpersonen Brandon Teena i filmen Boys Don't Cry (1999), en roll som gav henne sin första Oscar.
2004 fick hon rollen som boxaren Maggie Fitzgerald i Clint Eastwoods film Million Dollar Baby, för vilken hon belönades med sin andra Oscar.
Swank valde att under en period helt avstå från filmroller för att kunna vårda sin sjuka pappa. Swank gjorde comeback 2017 i och med en roll som Gail Getty i FX TV-serie Trust, som handlar om kidnappningen av John Paul Getty III.

## Filmografi, i urval
- 1992 – Buffy vampyrdödaren - Kimberly
- 1994 – Karate Kid - mästarens nya elev - Julie Pierce
- 1996 – Sometimes They Come Back... Again - Michelle Porter
- 1996 – Kounterfeit - Coleen
- 1997 – Quiet Days in Hollywood - Lolita
- 1997-1998 - Beverly Hills (TV-serie) - Carly Reynolds
- 1998 – Heartwood - Sylvia Orsini
- 1999 – Boys Don't Cry - Brandon Teena/Teena Brandon
- 2000 – The Gift - Valerie Barksdale
- 2001 – Farlig intrig - Jeanne St. Remy de Valois
- 2002 – Insomnia - Ellie Burr
- 2003 – 11:14 - Buzzy
- 2003 – The Core - Major Rebecca "Beck" Childs
- 2004 – Red Dust - Sarah Barcant
- 2004 – Iron Jawed Angels - Alice Paul
- 2004 – Million Dollar Baby - Maggie Fitzgerald
- 2006 – Den svarta dahlian - Madeleine Linscott
- 2007 – The Reaping - Katherine Winter
- 2007 – Freedom Writers - Erin Gruwell
- 2007 – P.S. I Love You - Holly Kennedy
- 2008 – Birds of America - Laura
- 2009 – Amelia - Amelia Earhart
- 2010 – Conviction - Betty Anne Waters
- 2011 – The Resident - Dr. Juliet Devereau
- 2011 – New Year's Eve - Claire Morgan
- 2013 – Mary and Martha - Mary
- 2014 – The Homesman - Mary Bee Cuddy
- 2014 – You're Not You - Kate
- 2016 – Spark - The Queen (röst)
- 2017 – Lugan Lucky - Agent Sarah Grayson
- 2017 – 55 Steps - Colette
- 2017 – The One Percent (TV-serie) - Laura Murphy
- 2020 – The Hunt - Athena
- 2023 – The Good Mother - Marissa
- 2024 – Ordinary Angels - Sharon

## Bildgalleri

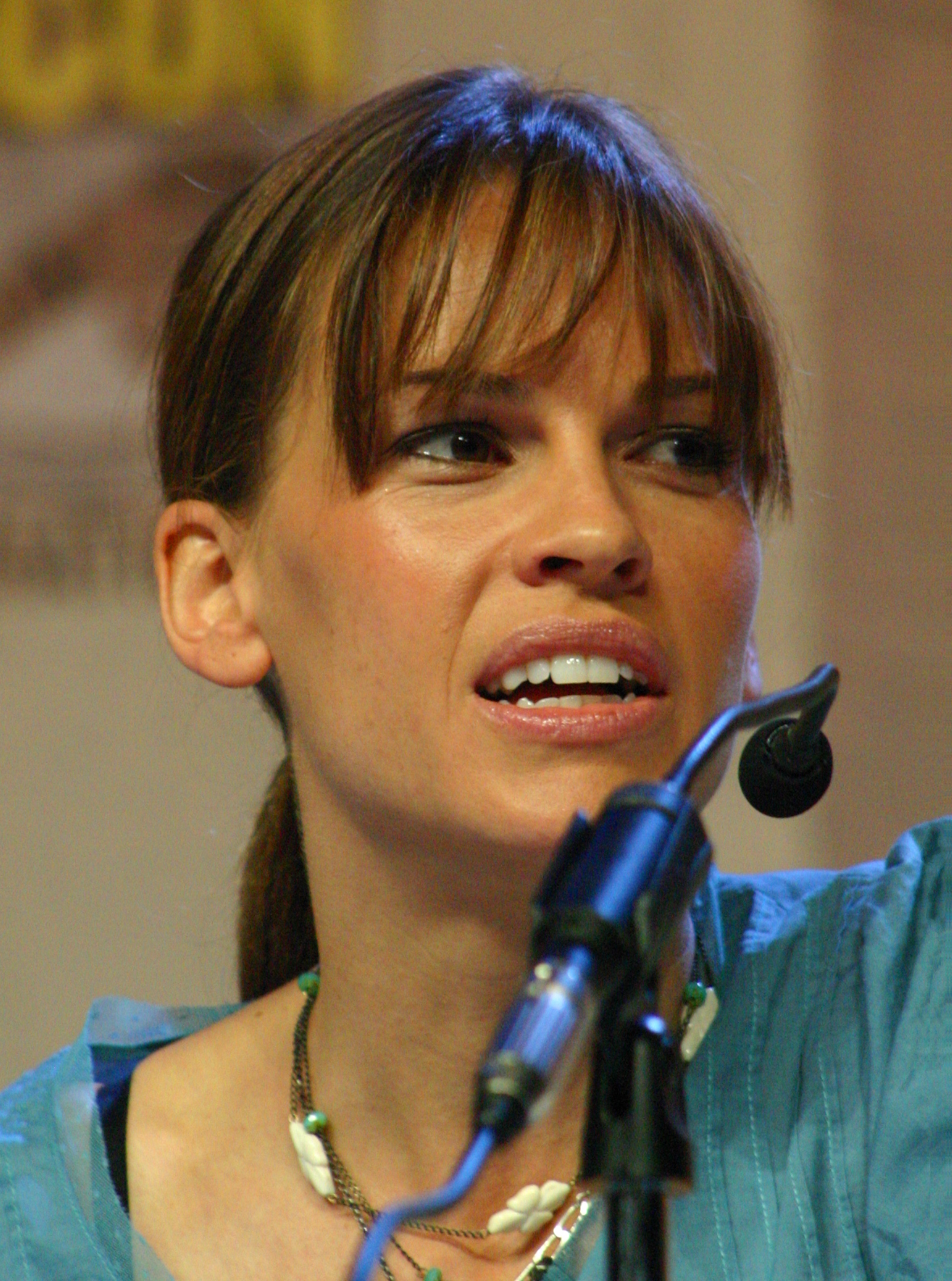
Hilary Swank vid ett framträdande 2006.
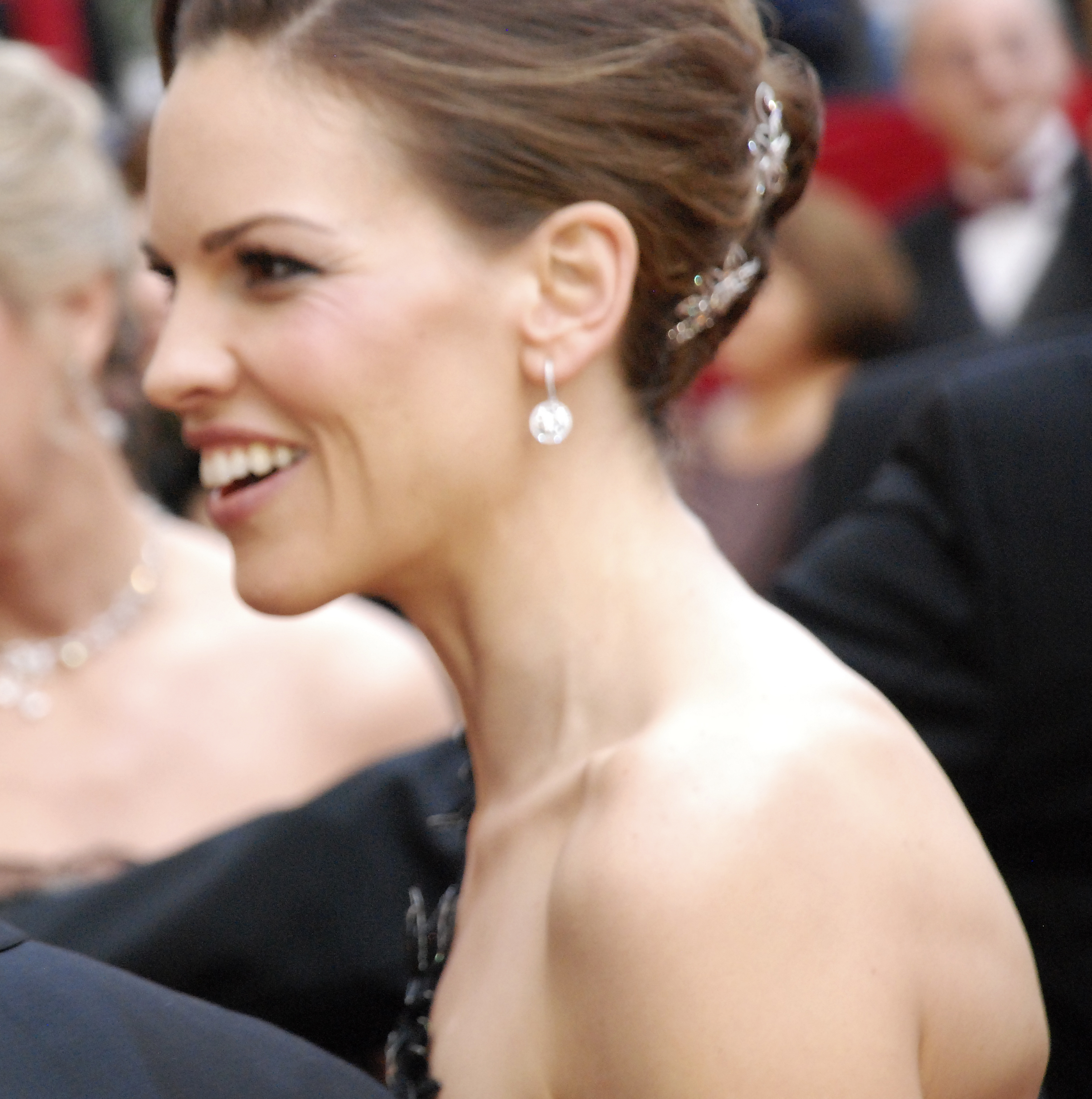
Hilary Swank vid Oscarsgalan 2008.